# Écriture du vieux norrois
Le  vieux norrois s'écrivait à la fois en caractères runiques et latins, et tolérait de nombreuses variations orthographiques, en particulier pour les figures mythologiques norroises. La forme même des lettres était sujette à fluctuations. Ce n'est qu'à l'époque moderne qu'une standardisation de l'orthographe du vieux norrois est mise en place. 

## Caractères latins
Le tableau suivant reproduit l'orthographie attestée des sons et leur transcription API. On constate que dans la pratique  les auteurs ne font pas toujours de distinction orthographique entre tel ou tel phonème. Par exemple, il peut arriver que des voyelles ne soient différenciées que par leur longueur, et leur orthographie peut être mélangée ou coïncider avec celle d'autres voyelles. Lorsque le tableau indique un phonème long ou court  /(ː)/, un phonème court // ou long /ː/ représente des orthographies supplémentaires qui ne sont pas couverts par les règles d'indication de longueur. De même, une entrée phonétique indique uniquement les orthographies non utilisées par les phonèmes équivalents. Le symbole N/A fait référence à l'absence d'orthographie spécifique, par exemple lorsque les voyelles longues ou courtes sont écrites différemment. 
| Voyelles du vieux norrois en caractères latins  | Voyelles du vieux norrois en caractères latins | Voyelles du vieux norrois en caractères latins | Voyelles du vieux norrois en caractères latins | Voyelles du vieux norrois en caractères latins | Voyelles du vieux norrois en caractères latins | Voyelles du vieux norrois en caractères latins | Voyelles du vieux norrois en caractères latins | Voyelles du vieux norrois en caractères latins | Voyelles du vieux norrois en caractères latins | Voyelles du vieux norrois en caractères latins |
| ----------------------------------------------- | ---------------------------------------------- | ---------------------------------------------- | ---------------------------------------------- | ---------------------------------------------- | ---------------------------------------------- | ---------------------------------------------- | ---------------------------------------------- | ---------------------------------------------- | ---------------------------------------------- | ---------------------------------------------- |
| Phonème                                         | /i(ː)/                                         | /i/U                                           | /e(ː)/                                         | /æ(ː)/                                         | /æ/                                            | /æː/                                           | /y(ː)/                                         | /ø(ː)/                                         | /ø/                                            | /øː/                                           |
| Usage général                                   | i                                              | i, e, æ                                        | e, æ                                           | æ, ę                                           | e                                              | N/A                                            | y                                              | ø, ö, œ                                        | N/A                                            | N/A                                            |
| Normalisation standard                          | i                                              | i                                              | e                                              | N/A                                            | ę                                              | æ                                              | y                                              | N/A                                            | ø                                              | œ                                              |
| Phonème                                         | /u(ː)/                                         | /u/U                                           | /o(ː)/                                         | /ɑ(ː)/                                         | /ɑ/U                                           | /ɒ/                                            | /æi/                                           | /ɒu/                                           | /ɐy/                                           | /Vː/                                           |
| Usage général                                   | u                                              | u, o                                           | o                                              | a                                              | a, æ                                           | ǫ, o, aE                                       | ei, ęi, æi                                     | au                                             | ey, øy                                         | V, V́, VV                                       |
| Normalisation standard                          | u                                              | u                                              | o                                              | a                                              | a                                              | ǫ                                              | ei                                             | au                                             | ey                                             | V́                                              |
| Consonnes du vieux norrois en caractères latins |                                                |                                                |                                                |                                                |                                                |                                                |                                                |                                                |                                                |                                                |
| Phone(ème)                                      | /p(ː)/                                         | /b(ː)/                                         | /m(ː)/                                         | /f/                                            | [v]                                            | /θ/                                            | [ð]                                            | /t(ː)/                                         | /d(ː)/                                         | /n(ː)/                                         |
| Usage général                                   | p                                              | b                                              | m                                              | f                                              | ff, u[citation nécessaire], ffu                | þ, th                                          | ð, dh, d                                       | t                                              | d                                              | n                                              |
| Normalisation standard                          | p                                              | b                                              | m                                              | f                                              | N/A                                            | þ                                              | ð                                              | t                                              | d                                              | n                                              |
| Phone(ème)                                      | /l(ː)/                                         | /lː/                                           | /s(ː)/                                         | /r(ː)/                                         | /ɽ(ː)/                                         | /j/                                            | /w/                                            | /k(ː)/                                         | /g(ː)/                                         | [ɣ]                                            |
| Usage général                                   | l                                              | ꝇ                                              | s                                              | r                                              | r                                              | i, j                                           | u, v, ƿ, ꝩ                                     | k, c                                           | g                                              | gh                                             |
| Normalisation standard                          | l                                              | N/A                                            | s                                              | r                                              | r                                              | j                                              | v                                              | k                                              | g                                              | N/A                                            |
| Phone(ème)                                      | /h/                                            | /hw, hr, hl, hn/                               | /hw, hr, hl, hn/                               | [ts]                                           | [t, d, ð, n]+[s]                               | [t, d, ð, n]+[s]                               | [ks]                                           | [gs]                                           | [kw]                                           | /Cː/                                           |
| Usage général                                   | h                                              | h(S)                                           | h(S)                                           | z                                              | z                                              | z                                              | x                                              | gxE                                            | qu, qv, kv, &c.                                | CC, C                                          |
| Normalisation standard                          | h                                              | h(S)                                           | h(S)                                           | z                                              | N/A                                            | N/A                                            | x                                              | N/A                                            | N/A                                            | CC                                             |

Légende:
- U: non accentué
- E: variante principalement orientale
- (ː): Long ou court. Voir colonnes /Vː/ and /Cː/  de la longueur et de la gémination de marquage.

Les voyelles basses/moyennement basses peuvent être indiquées différemment:
- /æ/ = /ɛ/
- /ɒ/ = /ɔ/
- /ɑ/ = /a/

Variantes dialectales des sons:
- /ɒː/: Islandais; a, aa, ä, o, ó[2], ǫ; Normalisé:
- /ə/: danois; e, æ

Les fusions dialectales comme OEN se reflètent souvent dans l'orthographie régionale. Parfois, les deux orthographies sont utilisées en même temps, et confondues.
La voyelle épenthétique avait différentes orthographies régionales. En norrois oriental elle était communément écrite ⟨e⟩ ou ⟨a⟩, alors qu'en norrois occidental elle était souvent rendue ⟨u⟩, ce qui était presque toujours le cas en Islande.